# Ch'ich'kan
Ch'ich'kan är ett vattendrag i Armenien. Det ligger i den nordvästra delen av landet, 80 kilometer norr om huvudstaden Jerevan.
Trakten runt Ch'ich'kan består i huvudsak av gräsmarker. Runt Ch'ich'kan är det ganska tätbefolkat, med 96 invånare per kvadratkilometer.